# جيسيكا نيغري
جيسيكا نيغري (من مواليد 5 أغسطس 1989) كوسبلاي، وعارضة، يوتيوبر، وممثلة صوتية ومراسلة مقابلة معجبين أمريكية. تعمل منذ عام 2009 في عرض الأزياء منذ عام 2012 ، وقد عملت كموديل رسمي للعديد من ألعاب الفيديو وسلسلة الكتب المصورة، منها لعبة لوليباب تشينسو،  و لعبة أساسنز كريد 4: بلاك فلاغ
كما أدت صوت سندر فال في الأنمي الأمريكي روبي على الأنترنت.

## روابط خارجية
- جيسيكا نيغري على موقع IMDb (الإنجليزية)
- جيسيكا نيغري في قاعدة بيانات الأفلام على الإنترنت
- جيسيكا نيغري على إنستغرام